# Râul Neagra, Cerna
Râul Neagra este un curs de apă, afluent al râului Cerna. 